# Boeing XP-7
Boeing XP-7 là một mẫu thử nghiệm máy bay tiêm kích ba tầng cánh của Hoa Kỳ trong thập niên 1920.

## Thiết kế và phát triển
XP-7 được phát triển từ mẫu máy bay Boeing Model 15 (PW-9D), số thứ tự 28-41. Nó được trang bị động cơ 600 hp Curtiss V-1570 Conqueror. Được Boeing gọi là Model 93, phần mũi của XP-7 ngắn hơn so với tiêu chuẩn của PW-9, và XP-7 nhẹ hơn 75 pound.
Chuyến bay đầu tiên diễn ra vào tháng 9-1928, và diễn ra rất tốt, XP-7 có tốc độ lớn hơn PW-9 là 17 mph. Tuy nhiên, dù có đề xuất chế tạo thêm 4 chiếc XP-7 nữa, nhưng thiết kế này có nhiều hạn chế và sau đó đã bị lãng quên. Sau khi thử nghiệm, động cơ Conqueror đã bị tháo ra và máy bay chuyển đổi thành một chiếc PW-9D.

## Thông số kỹ thuật
Dữ liệu 

### Đặc điểm riêng
- Tổ lái: 1
- Chiều dài: 24 ft 0 in (7.31 m)
- Sải cánh: 32 ft 0 in (9.75 m)
- Chiều cao: 9 ft 0 in (2.74 m)
- Diện tích cánh: 252 ft² (23.4 m²)
- Trọng lượng rỗng: 2.358 lb (1.070 kg)
- Trọng lượng cất cánh: n/a
- Trọng lượng cất cánh tối đa: 3.260 lb (1.479 kg)
- Động cơ: 1 × Curtiss V-1570-1, 600 hp (kW)

### Hiệu suất bay
- Vận tốc cực đại: 167.5 mph (270 km/h)
- Vận tốc hành trình: 134 mph (216 km/h)
- Tầm bay: 250 dặm (402 km)
- Trần bay: 22.300 ft (6.797 m)
- Vận tốc lên cao: 1408 ft/min (7.2 m/s)
- Lực nâng của cánh: n/a
- Lực đẩy/trọng lượng: n/a

### Vũ khí
- 1x súng máy.50 in
- 1x súng máy.30 in
- 125 lb (57 kg) bom